# 西山積翠
西山積翠位於南昌西郊的西山之上。西山山脉綿亙三百里，脈貫連南昌周邊數縣，距市區約十五公里。
因西山四時蒼翠、舒展如畫，故名“西山積翠”。自漢晉至明清的二千多年間，西山以其幽僻的環境和綺麗的景色吸引各地宗教人士與文人學者前來。道、佛兩家在此爭相建宮立寺，故西山道觀、佛寺遍佈，最著名的有“玉隆萬壽宮”、“夢山石室”、“紫陽宮”等數十處。